# Piruapsis nigellus
Piruapsis nigellus är en skalbaggsart som först beskrevs av White 1855.  Piruapsis nigellus ingår i släktet Piruapsis och familjen långhorningar.
Artens utbredningsområde är Venezuela. Inga underarter finns listade i Catalogue of Life.